# إيلينا تاتاركوفا
إيلينا تاتاركوفا (بالأوكرانية: Татаркова Олена Валеріївна)‏ مواليد 22 أغسطس 1976 في دوشنبه، هي لاعبة كرة مضرب أوكرانية سابقة بدأت مسيرتها كمحترفة سنة 1993 وكانت تلعب باليد اليسرى، اعتزلت اللعب في 2006. أعلى تصنيف لها في الفردي كان المركز الـ 45 في سنة 1999.

## روابط خارجية
- إيلينا تاتاركوفا على موقع رابطة محترفات التنس (الإنجليزية)
- إيلينا تاتاركوفا على موقع الاتحاد الدولي لكرة المضرب (الإنجليزية)
- إيلينا تاتاركوفا على موقع كأس بيلي جين كينغ (الإنجليزية)
- إيلينا تاتاركوفا على موقع خلاصة التنس.كوم (الإنجليزية)
- إيلينا تاتاركوفا على موقع أوليمبيديا (الإنجليزية)